# Doris Mühringer
Doris Mühringer (Graz, 18 september 1920 - Wenen, 26 mei 2009) was een Oostenrijks dichter en schrijfster.
Doris Mühringer woonde in Wenen en schreef hoofdzakelijk gedichten en korte verhalen. Zij was lid van de Oostenrijkse schrijversbond en de Oostenrijkse maatschappij voor letterkunde.

## Onderscheidingen
- 1954 Georg-Trakl-Preis
- 1956 3de prijs in de gedichtenwedstrijd van de "Neuen Deutschen Hefte"
- 1985 Literaturprijs van Stiermaken 1985
- 2001 Oostenrijkse kinder- en jeugdboekenprijs

## Werken
- 1957 Gedichte I
- 1969 Gedichte II
- 1976 Staub öffnet das Auge. Gedichte III
- 1984 Vögel die ohne Schlaf sind. Gedichte IV
- 1989 Das hatten die Ratten vom Schatten
- 1995 Reisen wir
- 2000 Auf der Wiese liegend (Kinderbuch)
- 2000 Angesiedelt im Zwischenreich. Achtzig für achtzig.
- 2002 Ausgewählte Gedichte